# Seznam kardinálů jmenovaných Janem XXIII.
Papež Jan XXIII. za svůj pontifikát jmenoval celkem 52 kardinálů. Vysvětlení: informace uvedené za pomlčkou jsou tituly nebo funkce, které jim patřily v době jmenování.

## Konzistoř 15. prosince 1958
1. Giovanni Battista Montini – později papež Pavel VI.
2. Giovanni Urbani – Patriarcha Benátek
3. Paolo Giobbe – Titulární arcibiskup Ptolemais in Thebaide
4. Giuseppe Fietta – Titulární arcibiskup Serdicy
5. Fernando Cento – Titulární arcibiskup Seleucia Pieria
6. Carlo Chiarlo – Titulární arcibiskup Amidy
7. Amleto Giovanni Cicognani – Titulární arcibiskup Laodicea in Phrygia
8. José Garibi Rivera – Arcibiskup Guadalajary
9. Antonio María Barbieri, OFMCap. – Arcibiskup Montevidea
10. William Godfrey – Arcibiskup Westminsteru
11. Carlo Confalonieri – Titulární arcibiskup Nicopolis ad Nestum
12. Richard James Cushing – Arcibiskup Bostonu
13. Alfonso Castaldo – Arcibiskup Neapolský
14. Paul-Marie Richaud – Arcibiskup Bordeauxu
15. John Francis O’Hara, C.S.C. – Arcibiskup filadelfie
16. José María Bueno y Monreal – Arcibiskup sevilly
17. Franz König – Arcibiskup Vídně
18. Julius Döpfner – Biskup Berlína
19. Domenico Tardini – Titulární arcibiskup Laodicea in Syria
20. Alberto Di Jorio – Sekretář kolégia kardinálů + 1962 jmenován titulárním arcibiskupem Castra nova
21. Francesco Bracci – Sekretář kongregace pro bohoslužbu a svátosti + 1962 jmenován titulárním arcibiskupem Idassy
22. Francesco Roberti – Sekretář kongregace pro klérus + 1962 jmenován titulárním arcibiskupem Columnaty
23. André-Damien-Ferdinand Jullien, P.S.S. – děkan Tribunálu Římské roty + 1962 jmenován titulárním arcibiskupem Corone

## Konzistoř 14. prosince 1959
1. Paolo Marella – Titulární arcibiskup Doclea
2. Gustavo Testa – Titulární arcibiskup Amasea
3. Aloisius Joseph Muench – Titulární arcibiskup Selymbrie
4. Albert Gregory Meyer – Arcibiskup Chicaga
5. Arcadio María Larraona, C.M.F. – Sekretář kongregace pro společnosti zasvěceného života a společnosti apoštolského života + 1962 jmenován titulárním arcibiskupem Diocæsarea in Isauria
6. Francesco Morano – Sekretář Nejvyššího tribunálu Apoštolské signatury + 1962 jmenován titulárním arcibiskupem Fallaby
7. William Theodore Heard – děkan Tribunálu Římské roty + 1962 jmenován titulárním arcibiskupem Feradi maius
8. Augustin Bea, S.J. – Emeritní rektor Papežského biblického institutu + 1962 jmenován titulárním arcibiskupem Germania in Numidia

## Konzistoř 28. března 1960
1. Luigi Traglia – Titulární arcibiskup Cesarea in Palæstina
2. Peter Tatsuo Doi – Arcibiskup Tokya
3. Joseph-Charles Lefèbvre – Arcibiskup Bourges
4. Bernardus Johannes Alfrink – Arcibiskup Utrechtu
5. Rufino Jiao Santos – Arcibiskup Manily
6. Laurean Rugambwa – Biskup Bukoby
7. Antonio Bacci – Sekretář Segretariato per i Brevi ai principi + 1962 jmenován titulárním biskupem Colonia in Cappadocia

## Konzistoř 16. ledna 1961
1. Joseph Elmer Ritter – Arcibiskup Saint Louis
2. José Humberto Quintero Parra – Arcibiskup Caracasu
3. Luis Concha Córdoba – Arcibiskup Bogoty
4. Giuseppe Antonio Ferretto – Titulární arcibiskup Serdicy

## Konzistoř 19. března 1962
1. José da Costa Nuñes – Titulární arcibiskup Odessus
2. Giovanni Panico – Titulární arcibiskup Iustiniana prima
3. Ildebrando Antoniutti – Titulární arcibiskup Synnada in Phrygia
4. Efrem Forni – Titulární arcibiskup Darnis
5. Juan Landázuri Ricketts – Arcibiskup Limy
6. Gabriel Acacius Coussa, B.A. – Titulární arcibiskup Hierapolis in Syria
7. Raúl Silva Henríquez, S.D.B. – Arcibiskup Santiaga
8. Leo Jozef Suenens – Arcibiskup Mechelen–Brussel
9. Michael Browne, O.P. – Mistr Řádu Dominikánů + 5. dubna 1962 jmenován titulárním arcibiskupem Idebessus
10. Joaquín Anselmo María Albareda, O.S.B. – Prefekt Vatikánské apoštolské knihovny + 5. dubna 1962 jmenován titulárním arcibiskupem Gypsaria